# Los Colomos
Los Colomos är en ort i Mexiko.   Den ligger i kommunen Comala och delstaten Colima, i den södra delen av landet, 500 km väster om huvudstaden Mexico City. Los Colomos ligger 1 022 meter över havet och antalet invånare är 222.
Terrängen runt Los Colomos är lite bergig. Runt Los Colomos är det ganska tätbefolkat, med 192 invånare per kvadratkilometer. Närmaste större samhälle är Colima, 17,3 km söder om Los Colomos. Omgivningarna runt Los Colomos är en mosaik av jordbruksmark och naturlig växtlighet.